# Уилла (ураган)

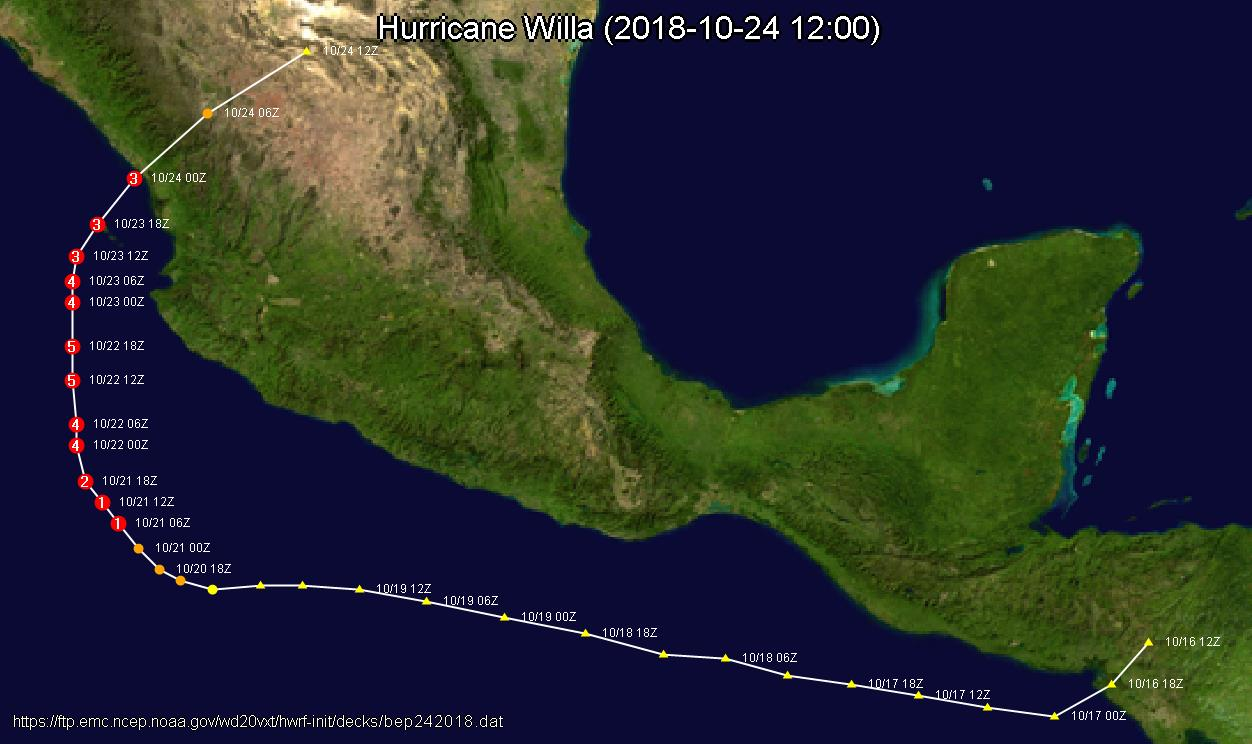

Ураган «Уилла» (англ. Hurricane Willa) — тихоокеанский ураган сезона 2018 года, был самым сильным тропическим циклоном, обрушившимся на сушу в мексиканском штате Синалоа со времен урагана «Лейн» 2006 года. Двадцать второй шторм, названный тринадцатым ураганом, стал десятым[уточнить] сильным ураганом (категория 3 — самый большой[уточнить] из масштабов урагана Саффира — Симпсона) и третий ураган подряд 5-й категории (после ураганов «Лейн» и «Валака») гиперактивного Тихоокеанского сезона 2018 года.
Истоки урагана «Уилла» были в тропической зоне, волна[уточнить], которую отследил Национальный центр ураганов (NHC) для мониторинга тропического циклогенеза в юго-западной части Карибского моря, 14 октября. Впоследствии система урагана перешла Центральную Америку в восточную часть Тихого океана без значительной организации. Национальный центр ураганов продолжал отслеживать беспорядки, пока 20 октября он не превратился в тропическую депрессию у юго-западного побережья Мексики. Позже в тот же день система стала тропическим штормом, поскольку она начала быстро усиливаться. 21 октября Уилла стала главным ураганом 4-й категории, после чего на следующий день продолжала усиливаться и достигла 5-й категории. Впоследствии сочетание цикла замены стенок эпицентра и увеличения сдвига ветра ослабило ураган, и в начале 24 октября Уилла совершила выход на сушу в Синалоа на северо-западе Мексики, как ураган категории 3. После соприкосновения с сушей Уилла быстро ослабла и рассеялась в тот же день в северо-восточной Мексике.
Ураган убил шесть человек и нанёс ущерб в размере $536,8 миллионов американских долларов, в основном вокруг области, где он переместился на берег, став шестым самым дорогостоящим Тихоокеанским ураганом в истории.